# Schwarzgefleckter Raufußspinner

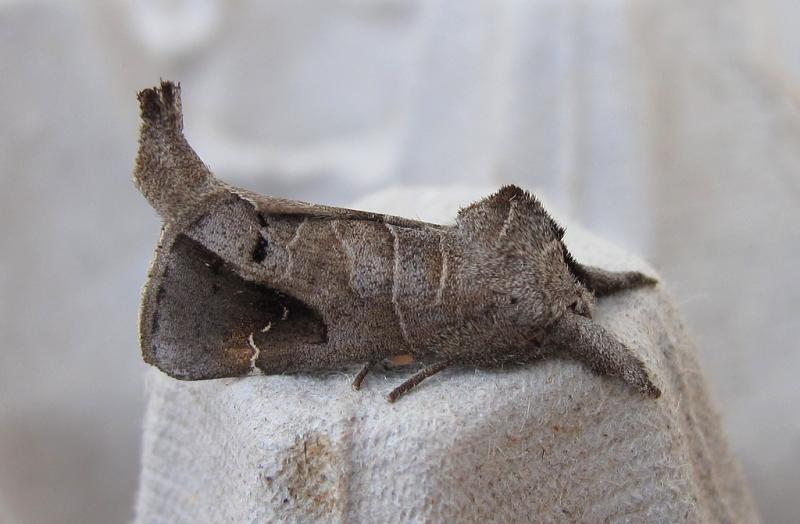
Männchen des Schwarzgefleckten Raufußspinners in typischer Ruhestellung mit aufgerichtetem Hinterleibsende
(„Erpelschwanz“)

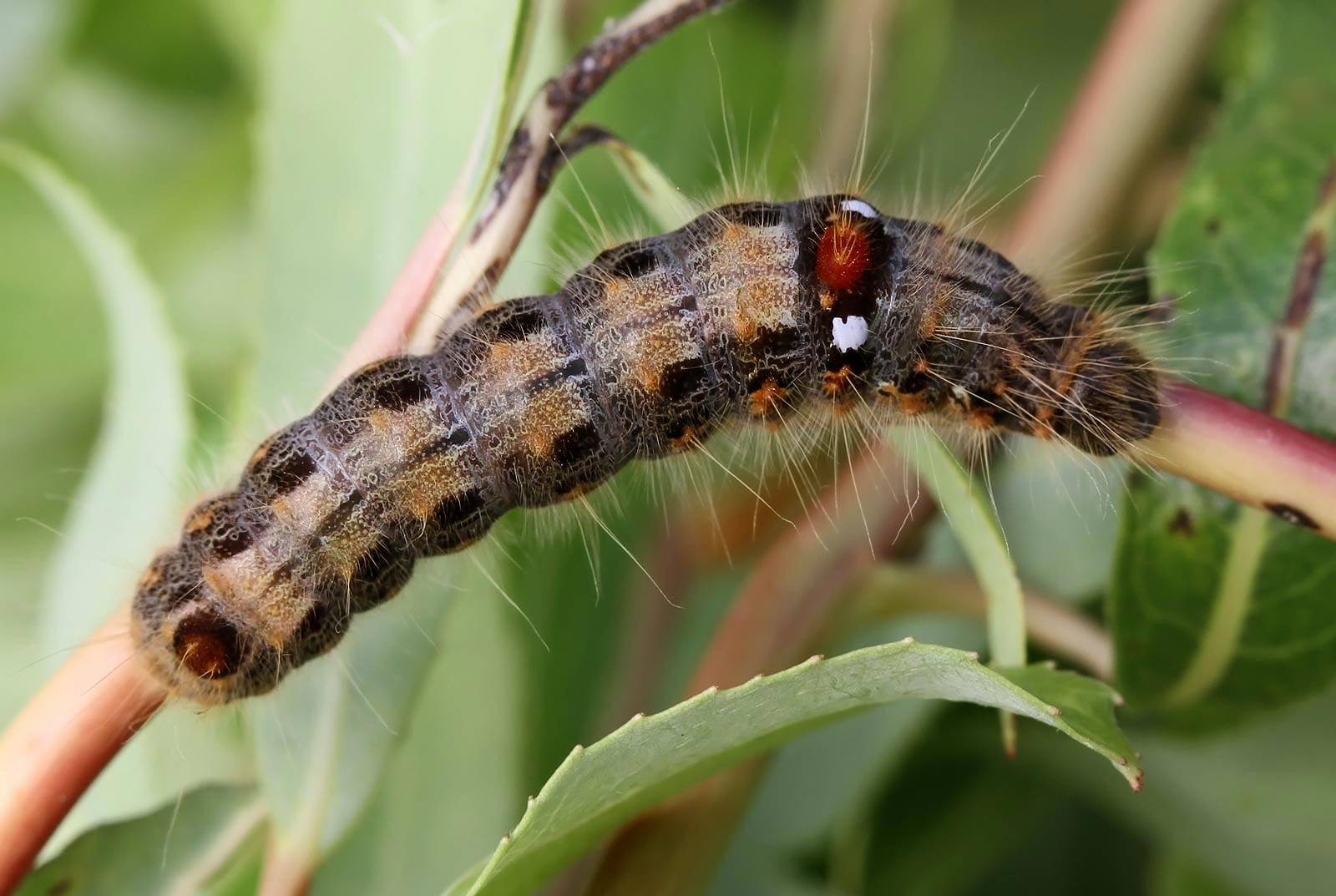
Raupe des Schwarzgefleckten Raufußspinners

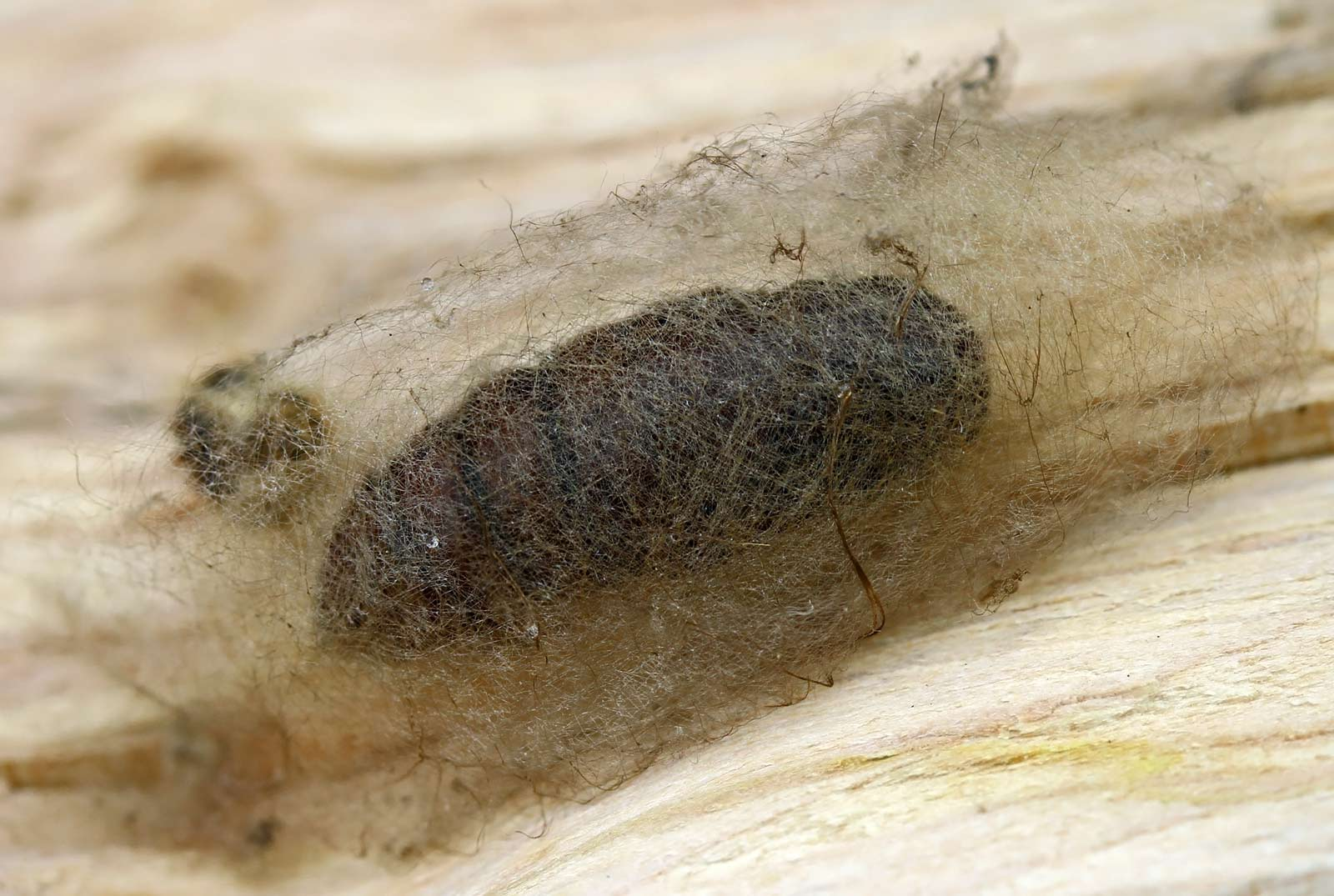
Puppe des Schwarzgefleckten Raufußspinners im Kokon

Der Schwarzgefleckte Raufußspinner (Clostera anachoreta), auch Schwarzfleck-Erpelschwanz, Schwarzgefleckter Korbweidenspinner oder Großer Erpelschwanz genannt, ist ein Schmetterling (Nachtfalter) aus der Familie der Zahnspinner (Notodontidae).

## Merkmale

### Falter
Die Flügelspannweite der Falter beträgt 32 bis 40 Millimeter. Die Grundfarbe der Vorderflügel ist graubraun. Sie sind mit vier dünnen weißen Querlinien versehen. Deutlich hebt sich ein großer dunkelbrauner Apikalfleck ab, der von der hintersten weißen Querlinie durchschnitten wird. Nahe dem Innenwinkel befinden sich ein bis zwei kleine schwarzbraune Flecke. Die Hinterflügel sind zeichnungslos graubraun. Der Thorax trägt auf dem Rücken einen Haarschopf. Die Hinterleibsspitze ist mit einem Afterbusch versehen. Er besteht bei den Männchen meistens aus zwei langen Büscheln. Die Fühler der Männchen sind lang, diejenigen der Weibchen sehr kurz gekämmt. Der Saugrüssel ist verkümmert.

### Ei
Das Ei ist braungrau, flach gewölbt und mit einem braunen Querband versehen.

### Raupe
Erwachsene Raupen sind bräunlich gefärbt, haben einen hellen Rücken und sind gelbgrau behaart. Sie besitzen schmale, dunkle Rücken- und Nebenrückenlinien sowie rötliche Seitenflecke. Auf dem vierten und elften Segment befinden sich buschige rote Höcker. Neben dem Höcker des vierten Segments ist auf jeder Seite je ein weißer Fleck zu erkennen.

### Puppe
Die Puppe ist rotbraun, kurz und gedrungen. Sie zeigt einen spitzen Kremaster sowie schwarze Flügelscheiden.

### Ähnliche Arten
Der Erpelschwanz-Raufußspinner (Clostera curtula) ist etwas kleiner und unterscheidet sich in erster Linie durch den rotbraun gefärbten Apikalfleck, der an der hintersten weißen Querlinie endet sowie durch das Fehlen der schwarzbraunen Flecke am Innenwinkel.

## Verbreitung und Lebensraum
Der Schwarzgefleckte Raufußspinner ist in Europa weit verbreitet und kommt Richtung Osten durch das nördliche Asien bis nach China, Japan und Korea vor. Er ist noch in Höhen bis 1600 Meter zu finden. Die Art besiedelt bevorzugt Bach- und Flusstäler sowie Auen- und Bruchwälder.

## Lebensweise
Die Falter bilden zwei Generationen im Jahr, die in den Monaten April und Mai sowie von Juni bis August anzutreffen sind. Ob später im Jahr gefundene Exemplare weiteren Generationen angehören, bedarf noch der Klärung. In Nordeuropa sind sie univoltin und fliegen im Juni und Juli. Die Falter sitzen tagsüber in Ruheposition mit dachförmig über dem Hinterleib gefalteten Flügeln an Stämmen und Zweigen und strecken die Hinterleibsspitze mit dem Afterbusch nach oben zwischen den Flügeln hindurch. In der Nacht besuchen sie künstliche Lichtquellen. Die Raupen ernähren sich von den Blättern verschiedener Pappel- (Populus) und Weidenarten (Salix). Sie verstecken sich gerne in eingerollten und versponnenen Blättern. Die Verpuppung erfolgt in einem weißgrauen Kokon. Die Puppe der letzten Generation überwintert.

## Gefährdung
Der Schwarzgefleckte Raufußspinner kommt in den deutschen Bundesländern verbreitet vor, ist jedoch insbesondere im Norden selten und wird auf der Roten Liste gefährdeter Arten auf der Vorwarnliste geführt. In Baden-Württemberg gilt er hingegen als nicht gefährdet.

## Belege